# Národní informační a poradenské středisko pro kulturu
Národní informační a poradenské středisko pro kulturu (zkr. NIPOS) je příspěvková organizace Ministerstva kultury ČR. Instituce byla zřízena k 1. lednu 1991. V roce 2025 je instituce sloučena do nové organizace Národní institut pro kulturu.

## Zaměření činnosti
Základní činností NIPOS je podpora rozvoje kultury, především rozvoje kulturně-společenských a tvůrčích aktivit v regionech, se zřetelem k oblasti neprofesionálních uměleckých aktivit a k veřejnému užití autorských děl. NIPOS dále poskytuje informační služby a odborné konzultace orgánům a pracovníkům územní samosprávy, státní správy, právnickým i fyzickým osobám a dalším subjektům, působícím v místní a regionální kultuře. Využívá k tomu teoretické a praktické poznatků z analytické a výzkumné činnosti v oblasti kultury, z vlastního výzkumu, s využitím odborných znalostí z různých oborů umělecké činnosti.
Odborná činnost NIPOS je zaměřena rovněž na získávání a analýzu poznatků o obecné úloze a postavení veřejných služeb kultury v sociálně-ekonomickém rozvoji regionů. NIPOS je odborným pracovištěm pro rozvoj neprofesionálních uměleckých aktivit a estetické výchovy dětí a mládeže, a pro rezortní statistiku.
NIPOS se člení na tři odborné útvary (ARTAMA, Centrum informací a statistiky, Útvar koncepcí a metodiky), dva obslužné (ekonomický a Centrum informačních a komunikačních technologií) a útvar ředitele.

## Projekty a aktivity
Zaměření činnosti se dále rozvíjí pomocí konkrétních výzkumných záměrů a projektů. V oblasti filmové výchovy NIPOS realizoval tzv. Oborovou mapu FAV, která nabízí přehled všech subjektů (škol, učitelů, neziskových organizací, lektorů), v oblasti neprofesionálního divadla pak dlouhodobě od roku 1999 rozvíjí Databázi českého amatérského divadla. V letech 2021–2023 se věnoval také mapování dopadů pandemie Covid-19 na českou kulturu.

## Útvary NIPOS
- ARTAMA (Útvar pro neprofesionální umělecké aktivity) – Působí v oblasti neprofesionálního umění a dětských estetických aktivit. Pořádá nebo odborně zajišťuje dílny a semináře, festivaly, přehlídky, soutěže.
- CIK (Centrum informací a statistik kultury) – Zabezpečuje státní statistickou službu za celou oblast kultury. na základě statistických zjišťování soustřeďuje, zpracovává a šíří informace vztahující se k širokému okruhu kulturních subjektů místního, regionálního i celostátního významu, včetně orgánů státní správy a samosprávy obcí a měst a občanských sdružení.
- KaM (Útvar koncepcí a metodiky) – Vznikají zde analýzy, výzkumy, odborné a strategické dokumenty v oblasti kultury. Pořádá vzdělávací semináře, odborná setkání a konference.